# Wiązowiec zachodni
Wiązowiec zachodni (Celtis occidentalis) – gatunek drzewa z rodziny konopiowatych. Pochodzi z Ameryki Północnej. W Polsce uprawiany i dziczejący, uznawany za zadomowionego antropofita. Uznawany za Inwazyjny Gatunek Obcy(IGO).

## Morfologia
PokrójŚredniej wielkości drzewo liściaste. W swoim naturalnym środowisku osiąga duże rozmiary, w Europie uzyskuje tylko 12–18 m wysokości.
KoraGładka, u młodych drzew szorstka.
LiścieJesienią przebarwiają się na bladożółto.
OwoceWielkości grochu i po dojrzeniu mają kolor czerwono-purpurowy. Są chętnie zjadane przez ptaki, które w ten sposób przyczyniają się do jego rozprzestrzenienia.

## Zastosowanie i uprawa
W Europie jest używany do nasadzeń w zieleni miejskiej. Dostarcza drewna o barwie od żółto-szarej do jasnobrązowej z żółtymi plamami.
Jest całkowicie mrozoodporny (strefy mrozoodporności 3–10). Najlepiej rośnie na glebach żyznych, przepuszczalnych i wilgotnych, na stanowiskach półcienistych. Rozmnaża się go przez wysiew nasion jesienią.